# Przeziorowa Dziura
Przeziorowa Dziura (słow. Veterná jaskyňa, Vetrová jaskyňa, Tunel, Tunel pod Prednými Jatkami, węg. Kémlelő-lyuk, niem. Schauloch) – niewielka jaskinia w Tatrach Bielskich, na zachód od wierzchołka Pośrednich Jatek, po południowej stronie głównej grani. Znajduje się na wysokości 1973 m n.p.m. (według innych źródeł 1974 m lub 2011 m). Posiada dwa otwory, z których północny jest łatwo dostępny i usytuowany niedaleko nieznakowanej obecnie ścieżki prowadzącej wzdłuż wschodniego grzbietu Tatr Bielskich (w latach 1931-1978 był to fragment szlaku Magistrali Tatrzańskiej). Otwór południowy znajduje się nad pionową ścianką o wysokości około 8 metrów.
Jaskinia stanowi tunel o długości 13 metrów lub 10 metrów. Korytarz jaskini nie jest prosty, lecz skręca. W jaskini występują wyraźne ślady wietrzenia mrozowego. Z otworu południowego roztacza się widok na Dolinę Kieżmarską wraz z otoczeniem. 